# Бронепалубни крайцери тип „Челънджър“
Челънджър (на английски: Challendger) са серия бронепалубни крайцери от 2-ри ранг, на Британския Кралски флот построени през 1900-те години на 20 век. Серията е развитие на крайцерите от типа „Хайфлаер“. Стават тяхна усъвершенствана версия, често са обединявани в един тип с предшествениците. От проекта са построени 2 единици: „Челънджър“ (на английски: HMS Challendger) и „Eнкаунтър“ (на английски: HMS Encounter). Този тип завършва линията на развитие на бронепалубния крайцер 2-ри ранг с парни машини. Следващите бронепалубни крайцери в Кралския флот са строени с турбинни силови установки, а впоследствие са прекласифицирани на леки крайцери.

## Проектиране
Работата над последващото развитие на крайцера от втори ранг, построяването на които се предвижда в рамките на програмата за 1899 – 1900 г., започва в средата на 1899 г., като проект за модифициран „Хермес“ („Хайфлаер“) с по-мощна силова установка (12 500 к.с., 1020 тона). Малко са променени обводите на корпуса, в оглед достигането на по-висока скорост. Към февруари 1900 г. е готов ескиза на новия 355 ft корпус разчетен за мощност от 13 000 к.с. и ход от 21,5 възела. Освен това за котлите „Белвил“ се появява привлекателна алтернатива – котлите Babcock & Wilcox (B&W) разработка на САЩ. Макар за новите котли да е необходимо повече място, в хода на експлоатацията отзивите за тях са положителни. Парните котли от тази система се отличават с голяма простота, надеждност, икономичност и ниска цена. Новият крайцер, е счетен като подходящ съд за тяхното изпробване. По сравнение с „Белвилите“ B&W изискват приблизително 10 фута по-голяма дължина и 200-тонен ръст водоизместимост, което струва възела допълнителна скорост.
Подготовен е общ проект, който е подходящ за разполагането на котли от всякакъв тип. Корпусът е с 5 фута по-дълъг, отколкото корпуса на „Хермес“ и с 2 фута по-широк (за съхраняване на устойчивостта), в резултат на това водоизместимостта се увеличава с приблизително 250 тона. Разчетната стойност на кораба съставя не повече от 300 000 £. Това е с 50 000£ повече, отколкото стойността на „Талбот“ HMS Talbot. Мощността от 12 500 к.с. е достатъчна само за 21 възела и проектантите намаляват максималната скорост. Увеличаването на мощността ще иска прекомпоновката на цялата силова установка.

## Конструкция
Моделните изпитания показват, че формата на корпуса е не много по-ефективна, отколкото на „Хермес“ на ход над 16 възела и много по-малко ефективна при по-ниска скорост. Непрекъсната морска скорост се получава само с половин възел повече, отколкото на „Хермес“, защото котлите B&W, дават едва 70% от максималната си мощност при продължителна работа, по сравнение със 75% на котлите „Белвил“. По-дългите машинни помещения, при почти същата дължина на корпуса, не позволяват да се увеличи мястото за погребите и въглищните ями. Въоръжението съответства на въоръжението на „Талбот“ и „Хермес“, с изключение на това, че за новия съд се използва нов модел 6-дюймово оръдие и седем, а не 10 торпеда.
Чертежите получават утвърдяване от Съвет на 8 юни 1900 г., в програмата за 1900 – 1901 година са заложени два крайцера от типа „Челънджър“. За „Челънджър“ са планирани котлите B&W, но в средата на 1900 г., е решено, че вторият кораб ще получи котли „Дюр“.

### Корпус
Корабите имат максимална дължина 113,4 м (372 фута), ширина 17,1 м (56 фута) и проектно газене 6,1 м (20 фута) при нормална водоизместимост.

### Въоръжение
Главният калибър се състои от единадесет 6-дюймови (152 мм/45) оръдия Mk VII. Една оръдейна установка е разположена на бака, две други – на юта. Останалите осем оръдия са поставени по дължината на левия и десния борд. Те стрелят с 45,4 кг снаряди и имат максимална далечина на стрелбата от 10 000 ярда (9100 м). Боекомплектът им съставлява 2200 изстрела (200 снаряда на ствол). Осем 12-фунтови (76-мм) оръдия са предназначени за защита от миноносците. Боекомплектът им съставлява 2400 изстрела (300 снаряда на ствол). Едно 12-фунтово (76-мм) 8 cwt оръдие е предназначено за поддръжка на десанта. Също така на крайцерите има шест 3-фунтови оръдия „Хочкис“ и два подводни 18-дюймови (457 мм) торпедни апарата.

### Брониране
Схемата на броневата защита повтаря предходния тип.
Палуба – 37 мм, скосове – 76 мм, щитове на оръдията на главния калибър – 76 мм, рубка – 152 мм, гласис на машинното отделение – 127 мм.

### Силова установка
Корабите са снабдени с две 4-цилиндрови парни машини с тройно разширение, всяка задвижваща свой вал, работещи с пара която изработват, 12 котли Babcock & Wilcox (Challenger) или водотръбните котли „Дюр“ (Encounter). Котлите B&W са по-тежки и заемат по-голям обем, но са по-мощни, отколкото котлите „Белвил“, използвани при типа Highflyer. Котлите са разчетени за достигането на ход 21 възела (39 км/ч). Силовата установка е разчетена за достигането на мощност от 12 500 конски сили (9300 кВт).
Крайцерите носят максимален запас въглища от 1150 дълги тона (1170 т).

## История на службата
- HMS Challendger е заложен на 1 декември 1900 г., спуснат на вода на 27 май 1902 г., в строй от 30 май 1904 г.
- HMS Encounter е заложен на 28 януари 1901 г., спуснат на вода на 18 юни 1902 г., в строй от 21 ноември 1905 г.[6]

## Оценка на проекта
„Челънджърите“ са последните британски бронепалубни крайцери от 2-ри ранг, развитието на които започва с „Медея“ почти петнадесет години по-рано. В процеса на развитието им техните размери и стойност примерно се удвояват.
| Сравнителни ТТХ британските бронепалубни крайцери II ранг |                                                     |                                                     |                                                     |                                                     |                                                                                            |                                                     |                                                     |
| Характеристики                                            | „Медея“                                             | „Аполло“                                            | „Астрея“                                            | „Еклипс“                                            | „Арогант“                                                                                  | „Хермес“                                            | „Челънджър“                                         |
| Година на спускане на вода на главния кораб               | 1888                                                | 1890                                                | 1892                                                | 1895                                                | 1896                                                                                       | 1898                                                | 1902                                                |
| Водоизместимост, дълги тона                               | 2800 – 2950                                         | 3454                                                | 4360 – 4430                                         | 5690                                                | 5842 – 5850                                                                                | 5690                                                | 5974                                                |
| Артилерия                                                 | 6 – 152-мм, 9 – 57-мм, 1 – 47-мм                    | 2 – 152-мм, 6 – 120-мм, 8 – 57-мм, 1 – 47-мм        | 2 – 152-мм, 8 – 120-мм, 10 – 57-мм, 1 – 47-мм       | 5 – 152-мм, 6 – 120-мм, 8 – 76-мм, 6 – 47-мм        | 4 – 152-мм, 6 – 120-мм, 8 – 76-мм, 3 – 47-мм                                               | 11 – 152-мм, 9 – 76-мм, 6 – 47-мм                   | 11 – 152-мм, 9 – 76-мм, 6 – 47-мм                   |
| Торпедни апарати                                          | 4×1 – 356-мм                                        | 4×1 – 457-мм                                        | 4×1 – 457-мм                                        | 3×1 – 457-мм                                        | 3×1 – 457-мм                                                                               | 2×1 – 457-мм                                        | 2×1 – 457-мм                                        |
| Брониране, мм                                             | Палуба – 25(51), щитове оръдия ГК – 114, рубка – 76 | Палуба – 37(51), щитове оръдия ГК – 114, рубка – 76 | Палуба – 51(51), щитове оръдия ГК – 114, рубка – 76 | Палуба – 37(76), щитове оръдия ГК – 76, рубка – 152 | Палуба – 37(76), борд – 51 мм (12 м при носовия край), щитове оръдия ГК – 114, рубка – 229 | Палуба – 37(76), щитове оръдия ГК – 76, рубка – 152 | Палуба – 37(76), щитове оръдия ГК – 76, рубка – 152 |
| Енергетична установка, к.с.                               | 7000                                                | 7000                                                | 7500                                                | 8000                                                | 10 000                                                                                     | 10 000                                              | 12 500                                              |
| Максимална скорост, възела                                | 19,5 – 20                                           | 18½                                                 | 18¼                                                 | 18½                                                 | 19                                                                                         | 20                                                  | 21                                                  |

Впоследствие Кралският флот предпочита да строи бронепалубни крайцери от 2-ри ранг с турбинни силови установки.
| „Такасаго“ | „Касаги“ | „Богатир“ | „Шаторено“ |

| Сравнителни ТТХ на „Челънджър“ и неговите аналози | Сравнителни ТТХ на „Челънджър“ и неговите аналози                            | Сравнителни ТТХ на „Челънджър“ и неговите аналози        | Сравнителни ТТХ на „Челънджър“ и неговите аналози        | Сравнителни ТТХ на „Челънджър“ и неговите аналози | Сравнителни ТТХ на „Челънджър“ и неговите аналози | Сравнителни ТТХ на „Челънджър“ и неговите аналози                      |
| Представител                                      | „Богатырь“                                                                   | „Такасаго“                                               | „Касаги“                                                 | „Хермес“                                          | „Челънджър“                                       | „Шаторено“                                                             |
| ------------------------------------------------- | ---------------------------------------------------------------------------- | -------------------------------------------------------- | -------------------------------------------------------- | ------------------------------------------------- | ------------------------------------------------- | ---------------------------------------------------------------------- |
| Страна                                            | Руска империя                                                                | Япония                                                   | Япония                                                   | Великобритания                                    | Великобритания                                    | Франция                                                                |
| Водоизместимост, т                                | 6611                                                                         | 5344                                                     | 5688                                                     | 5780                                              | 6067                                              | 8025                                                                   |
| Въоръжение                                        | 12×152 мм, 12×75 мм, 8×47 мм, 2×37 мм                                        | 2×203 мм, 10×120 мм, 12×76 мм, 6×42 мм                   | 2×203 мм, 10×120 мм, 12×76 мм, 6×42 мм                   | 11×152 мм, 9×76 мм, 6×47 мм                       | 11×152 мм, 9×76 мм, 6×47 мм                       | 2×164 мм, 6×138 мм, 10×47 мм, 5×37 мм                                  |
| Брониране, мм                                     | палуба – 35 – 70, кули – 125, каземати – 80, щитове оръдия – 25, рубка – 140 | палуба – 63 – 114, щитове оръдия – 63 – 114, рубка – 114 | палуба – 63 – 114, щитове оръдия – 63 – 114, рубка – 114 | палуба – 37 – 76, щитове оръдия – 76, рубка – 152 | палуба – 37 – 76, щитове оръдия – 76, рубка – 152 | палуба – 40 – 100, каземати – 40 – 60, щитове оръдия – 55, рубка – 160 |
| Енергетична установка, к.с.                       | 19 500                                                                       | 15 500                                                   | 13 492                                                   | 10 264                                            | 12 500                                            | 24 964                                                                 |
| Максимална скорост, възела                        | 23,55                                                                        | 22,5                                                     | 22,5                                                     | 20,5                                              | 21                                                | 24                                                                     |

Сравнението със съвременните на „Челънджър“ чуждестранни бронепалубни крайцери от II ранг, такива като „Богатир“, „Такасаго“, показва, че по своите основни характеристики британците не превъзхождат, а по някои показатели и отстъпват на „шестхилядниците“ и японците, например по скорост и въоръжение.

## Коментари
1. ↑  Фактическото ∅ на торпедата е 17,72 дюйма (450 мм).